# Osman Loureiro
Osman Loureiro de Farias (Maceió, 27 de julho de 1895 — Matriz de Camaragibe, 23 de julho de 1979) foi um jurista, jornalista, poeta, político, empresário e professor brasileiro.
Foi professor catedrático e emérito da Faculdade de Direito de Alagoas; membro do Instituto Histórico de Alagoas onde foi patrono de sua cadeira 7 e da Academia Alagoana de Letras; interventor do Governo Revolucionário de 1934 a 1935; governador constitucional eleito de 1935 a 1937; interventor nomeado por Getúlio Vargas de 1937 a 1940. Administrou Alagoas no período de 1935 a 1940, quando realizou inúmeras obras importantes para a economia do estado, especialmente a construção do porto de Maceió.

## Biografia
Osman Loureiro de Farias estava ligado pelos seus avós paternos à agroindústria açucareira, senhores do engenho São José das Cabaças, em Murici.
Filho de Alfredo de Alcântara Farias e Sara Loureiro Farias. Estudou no Colégio Diocesano e no Liceu Alagoano, tendo sido, neste último, bacharel de ciências e letras.
Formado em direito pela Faculdade do Recife (1915). Morou em Santa Bárbara e no Rio de Janeiro. Foi secretário-geral do estado no período de interventoria de Afonso Carvalho, de janeiro de 1933 a março de 1934. Foi, ainda, promotor público em Maceió e secretário de Educação (na época, diretor do Departamento de Educação do Estado). No Rio de Janeiro ajudou a fundar e organizar o Instituto do Açúcar e do Álcool (IAA), do qual foi consultor-jurídico.

## Empresas
Ainda jovem, Osman Loureiro fez a montagem de uma usina, a Aliança, nas terras do seu engenho Varame, e depois, já na maturidade, adquiriu os engenhos Serra Verde e Trapiche em Atalaia posteriormente trocados na Usina Camaragibe no município de Matriz de Camaragibe, que ampliou e modernizou dos anos de 1930 até 1980. Nesta empreitada teve inicialmente a ajuda quase exclusiva de sua esposa e companheira Laura Maria Dorvillé Loureiro administrando a moderna Usina Camaragibe. Durante os períodos em que foi Interventor de Alagoas, de 1º de maio de 1934 a 26 de março de 1935 e de 27 de maio de 1935 a 31 de outubro de 1940, a indústria foi totalmente administrada por sua esposa.
Outras contribuições na indústria de açúcar deveram-se a seus filhos: Rubens Loureiro de Farias, Aroldo Loureiro de Farias, Astério Dorvillé Loureiro, Osman Loureiro de Farias Filho e a seus netos: Marcus de Salles Loureiro, Denis Lima Loureiro, Marben Montenegro Loureiro, André Montenegro Loureiro, Noel Montenegro Loureiro e de seu genro, Edgard de Goes Monteiro(Sophia Loureiro)
A unidade agro-industrial manteve seu perfil produtivo ao longo das últimas décadas e crescido com as modificações realizadas após a sua venda no início dos anos 80, depois da a morte do patriarca, ao grupo os irmãos Correia Maranhão, da vizinha Usina Santo Antonio.

## Centenário
Em “Edição comemorativa do centenário de nascimento de Osman Loureiro”, o então governador de Alagoas, Divaldo Suruagy, informa, em sua apresentação do livro, que Osman Loureiro, ao assumir do governo do estado de Alagoas, em 1934, “tratou de hierarquizar as necessidades do Estado”... ampliando de cinco para vinte e oito unidades o número de grupos escolares, construiu o Instituto de Educação, para qualificar professores para o ensino primário, a ponto de, ao final de seu governo, Alagoas atingir índice de alfabetização semelhante ao de São Paulo, à época.
Na área da saúde, informa ainda Suruagy, Osman Loureiro criou o Leprosário, o Sanatório para Turbeculosos, o Hospital Infantil e o Centro de Saúde da Capital. E, com destaque para o desenvolvimento econômico do estado, a construção de estradas e do Porto de Maceió, para o escoamento da produção de açúcar para o mercado externo e nacional, assim como para a viabilização do comércio em geral.

## Lampião
Enfrentou o banditismo criando o 2º Batalhão de Polícia em Santana do Ipanema e o armou com armas automáticas, jeeps e comunicação, sendo crucial na eliminação do cangaço sua iniciativa de ordenar que a polícia alagoana não mais respeitasse as fronteiras estaduais na perseguição do bando. Este apoio que deu à Polícia Militar de Alagoas, foi determinante na eliminação do bando de Lampião.

## Petróleo
Foi pioneiro na busca de petróleo no Brasil, tendo contratado técnicos para pesquisar petróleo no estado de Alagoas – e achar gás de petróleo- , sendo, por tal pioneirismo, citado pelo escritor Monteiro Lobato em sua obra O poço do Visconde, e em sua outra obra mais específica sobre o tema O Escândalo do Petróleo e Ferro, onde Osman Loureiro é citado por diversas vezes por ter sido o pioneiro do petróleo ao quebrar o monopólio da pesquisa por parte dos norte-americanos, conseguindo sondas e brocas na Alemanha. Monteiro Lobato, que era profundo defensor da exploração do petróleo no país, chamou o intelectual alagoano de “um homem do destino”, e tornou-se seu profundo admirador, lançando inclusive a candidatura de Osman Loureiro à presidência da república.

## Obra literária: Importância e pioneirismo no direito penal
Escreveu, ao longo de sua vida,  dezenas de livros sob os mais diversos assuntos, tendo citadas treze de suas principais obras pela Biblioteca do Congresso Americano, no Library of Congress Online Catalog, no Jefferson or Adams Building Reading Rooms e no Law Library Reading Room, sendo estas: "Açúcar" (1970); "Reforma penal do Brasil" (1955); "Elogio a Sinimbú e outros discursos" (1962); "Introdução aos Crimes contra o Patrimônio e outros estudos de direito penal" (1973), "Trechos do meu caminho" (1971); "Direito penal e o código de 1940" (1961); "Modificativos da pena no direito brasileiro, com um apêndice de jurisprudência" (1933),onde foi pioneiro no Brasil da proposta de substituição das penas de prisão por penas alternativas); "Crimes especiais" (com remissão aos últimos atos legislativos)(1971);" Temas penais e outros escritos" (1977); "Açúcar & álcool: custos, preços e subsídios" (1976); "Açúcar, quarenta anos depois" (1976); "Em defesa do açúcar" (1970); "Problemas de direito penal" (1973). Colaborou no jornal "A Folha", do Rio de Janeiro, no "Jornal do Comércio de Pernambuco" e na revista ABC.
Outras obras literárias nas áreas de direito, economia e poesia : "Simulação in frauden creditoris", "Sobre o crime de maus-tratos", "O Direito penal no Brasil", "A Guerra, crime das nacionalidades", "Alagoas Agrícola e Industrial, a lavoura da cana e a indústria do açúcar em Alagoas", "Contribuição para o incremento da produção açucareira em Alagoas", "Plano Global de modernização da Indústria açucareira, açúcar- notas e comentários". Escreveu também um pequeno livro poético: "Poesias de uma vida".Modificativos da Pena no Direito Brasileiro, Rio de Janeiro, Ed. Pongetti 1927; Documentário de uma Administração, 1934/1940, Maceió, 1944; Elogio a Sinimbu e Outros Discursos, Maceió, DEC, Caderno XII, Série de Estudos Alagoanos, 1962 ( incluí, além deste ensaio, p. 9-17, o seu discurso de posse no IHGA, em 16 de setembro de 1958, p. 21-34; discurso de posse na AAL, em 21 de abril de 1959, p. 36-52); Dos Crimes Especiais (Com remissivo aos últimos atos legislativos), Rio de Janeiro, José Konfino, Editor, 1971; A Reforma Penal no Brasil, Maceió, Casa Ramalho, 1955; Açúcar - Notas e Comentários, capa de Rubem Mello-Loureiro, Maceió, Associação dos Produtores de Açúcar do Estado de Alagoas, 1970; Açúcar & Álcool - Preços e Subsídios, Recife, Pool Editora Ltda, 1970; Açúcar & Álcool, Custos, Preços e Subsídios, Recife, Pool Editora, 1976, Trechos do Meu Caminho, capa de Luiz Fontes, São Paulo, Distribuidora Record. 1970; Ensaios Sobre a Pena de Morte, Maceió, [s ed.], 1971; Problemas de Direito Penal , Rio de Janeiro, José Konfino, 1973; Em Defesa do Açúcar. A Questão do Rendimento: Causas e Remédios, Maceió, 1974; Em Defesa do Açúcar, 1ª parte. Preço Justo Para o Açúcar, Maceió, SERGASA, 1973; Introdução aos Crimes Contra o Patrimônio e Outros Estudos de Direito Penal, Rio de Janeiro, J. Konfino, 1973; Em Defesa do Açúcar- 2ª Parte - A Questão do Rendimento, Causas e Remédios, Maceió, 1974; Em Defesa do Açúcar 3ª Parte - Trabalhador Agrícola ou Industriário ?, Maceió, SERGASA, 1974; Em Defesa do Açúcar. 4ª Parte - Aspectos da Indústria Açucareira Safra 1973-74, Maceió, SERGASA, 1974; Em Defesa do Açúcar. O Açúcar, 40 anos Depois, 5ª parte, Maceió, SERGASA, 1976; Em Defesa do Açúcar 7ª Parte. História Recente do Açúcar em Alagoas e Comentários Concernentes à Safra 76/77 (Com os Mapas Estatísticos), Maceió, SERGASA, 1977; Inventário do Tempo, Rio de Janeiro, LIA, 1974; Poesias de Uma Vida, Maceió, IGASA, 1985 (edição póstuma, pois sempre se negou a publicar); Temas Penais e Outros Escritos, Recife, Pool Editorial, 1977; Do Direito Penal e o Código de 1940, Rio de Janeiro, Forense, 1961; Documentário de Uma Administração - 1930/1940. Edição Comemorativa do Centenário de Nascimento de Osman Loureiro, Maceió, SERGASA, 1995. O Açúcar em Alagoas, em Brasil Agrícola, 1926; Contribuição Para o Incremento da Produção Açucareira; Reequipamento das Usinas de Alagoas, 1957 ( tese apresentada a III Reunião Plenária da Indústria, em Recife ); Plano Global de Modernização da Indústria Açucareira, 1959, colaboração com Ruben Loureiro e Igor Tenório; Novos Rumos à Política Açucareira, Maceió Sindicato da Indústria de Açúcar, 1964; Sobre o Crime de Maus Tratos, Revista da Faculdade de Direito de Alagoas, vol I - ano I, 1953; Simulação Ni Framtem Creditores; A Guerra, Crime das Nacionalidades, (aula inaugural na UFAL, 1962, publicada na Revista de Direito Penal e Criminologia, n. 3, Rio de Janeiro, 1963; A Obra de Sílvio Rabello, Revista da AAL, n. 4, p. 119-133; Desencanto, Revista da AAL, n. 15, pág. 131 (soneto); Sobre o Ensino do Direito Penal, Letras Jurídicas n. 1, Maceió; Modificações da Pena do Direito Brasileiro; A Reforma Penal do Brasil, Maceió, 1955.